# Fontanarejo
Fontanarejo ist eine Gemeinde mit 233 Einwohnern (Stand: 2024) in der spanischen Provinz Ciudad Real der Autonomen Region Kastilien-La Mancha. 

## Lage
Fontanarejo befindet sich etwa 51 Kilometer westnordwestlich von Ciudad Real in einer Höhe von ca. 645 m. 

## Bevölkerungsentwicklung
| Jahr      | 1970 | 1981 | 1991 | 2001 | 2011 | 2021 |
| Einwohner | 905  | 603  | 454  | 341  | 311  | 247  |

## Sehenswürdigkeiten
- Philippus-und-Jakobus-Kirche (Iglesia de San Felipe y Santiago)

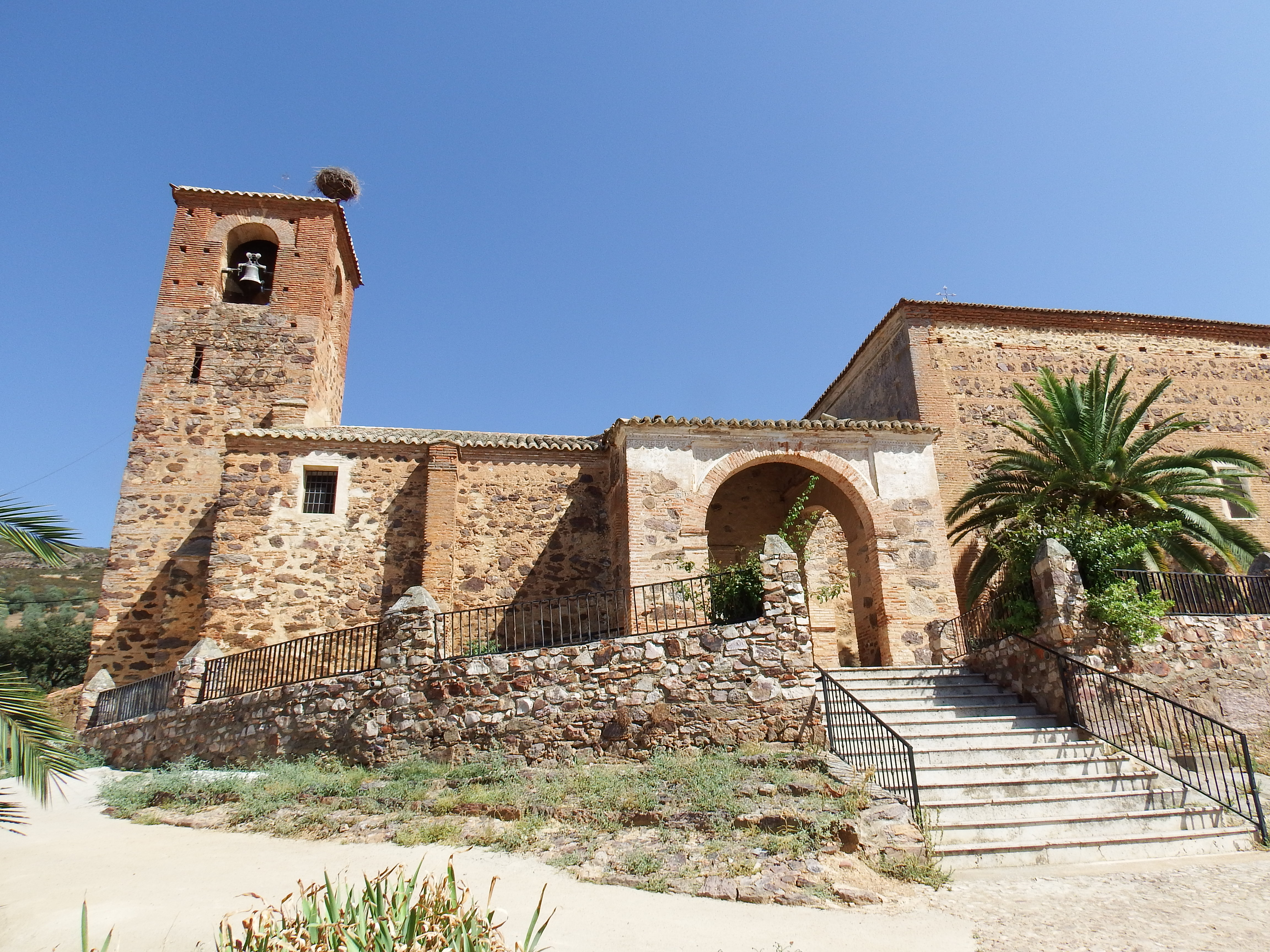
Philippus-und-Jakobus-Kirche
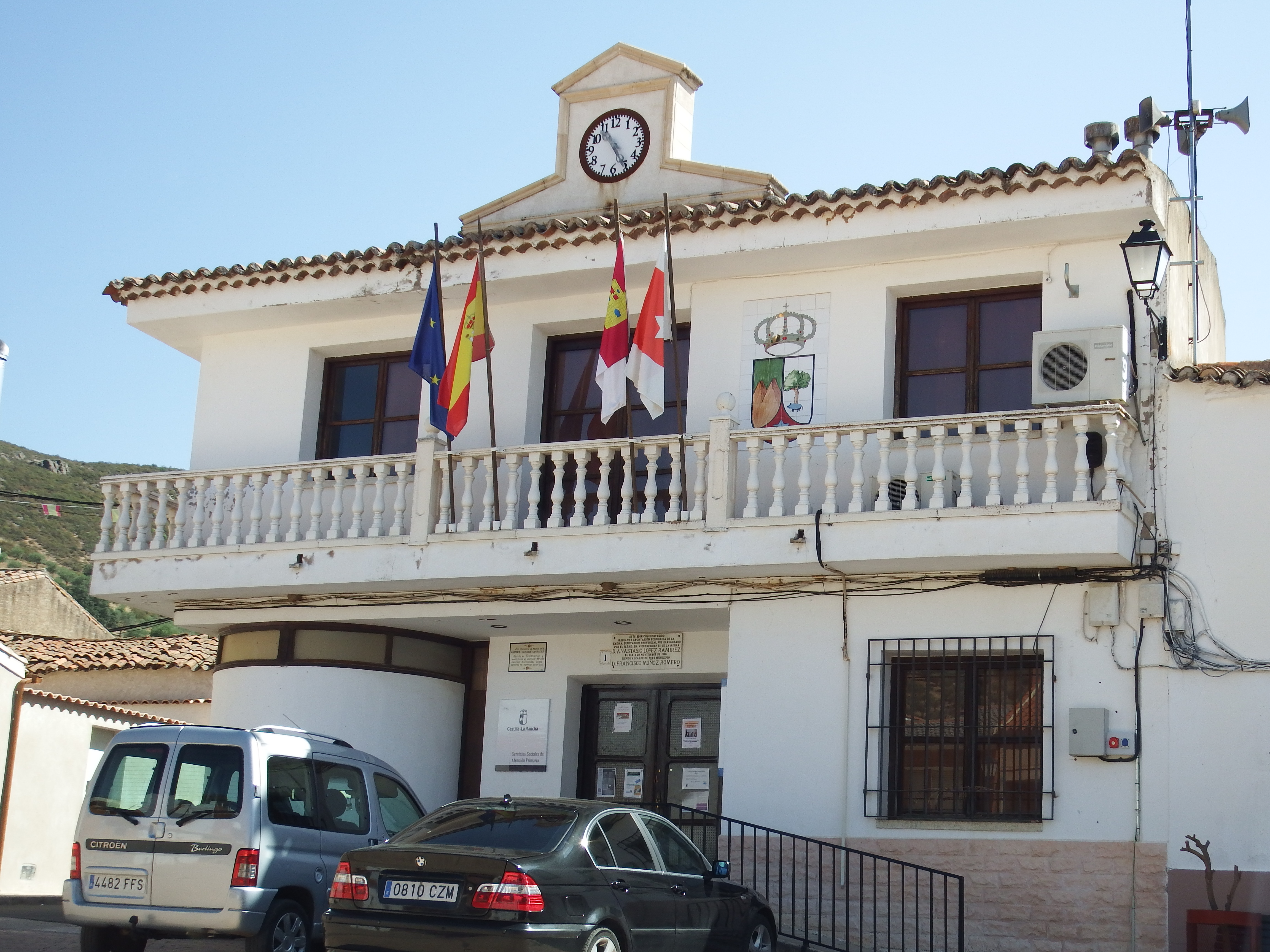
Rathaus